# Wadhwan
Wadhwan è una suddivisione dell'India, classificata come municipality, di 61.739 abitanti, situata nel distretto di Surendranagar, nello stato federato del Gujarat. In base al numero di abitanti la città rientra nella classe II (da 50.000 a 99.999 persone).

## Geografia fisica
La città è situata a 22° 42' 45 N e 71° 41' 11 E.

## Società

### Evoluzione demografica
Al censimento del 2001 la popolazione di Wadhwan assommava a 61.739 persone, delle quali 31.923 maschi e 29.816 femmine. I bambini di età inferiore o uguale ai sei anni assommavano a 7.262, dei quali 3.939 maschi e 3.323 femmine. Infine, coloro che erano in grado di saper almeno leggere e scrivere erano 43.541, dei quali 24.753 maschi e 18.788 femmine.